# 艾尤卡 (堪薩斯州)
艾尤卡（英語：Iuka）是一個位於美國堪薩斯州普拉特縣的城市。

## 地方資料
根據2020年美國人口普查的數據，艾尤卡的面積為1.70平方千米，當中陸地面積為1.70平方千米，而水域面積為0.00平方千米。當地共有人口151人，而人口密度為每平方千米88.82人。